# Alice Nellis
Alice Nellis (České Budějovice, 3 de enero de 1971) es una directora y guionista checa. 

## Biografía
Nellis trabajó por primera vez como flautista antes de estudiar literatura inglesa y literatura estadounidense. En 1996-2001 estudió escritura de guiones y dramaturgia en la FAMU. Trabajó temporalmente como diseñadora web para el  Ministerio de Relaciones Exteriores de la República Checa, como profesora, actriz y traductora, y estaba filmando cortometrajes y documentales para televisión. Su primer largometraje, Eeny meeny (2000), ganó el premio al guion del Festival FAMU. Su película de 2002 Some Secrets ganó Czech Lions al mejor guion y el premio de la crítica.

## Filmografía
- 1997: Objevte svoji vnitřní krásu (cortometraje como estudiante)
- 1998: To je Balkán (cortometraje como estudiante)
- 2000: Eeny Meeny (Ene bene)
- 2002: La excursión (Výlet)
- 2005: The City of the Sun (Sluneční stát)
- 2007: Little Girl Blue (Tajnosti)
- 2010: Mamas & Papas
- 2011: Perfect Days (I ženy mají své dny)
- 2013: Revival
- 2013: Innocent Lies (Nevinné lži)
- 2014: Angels (Andělé všedního dne)
- 2015: The Seven Ravens (Sedmero krkavců)
- 2016: Wasteland (Pustina, Serie de TV)